# Ádám Kósa
Ádám Kósa (maďarsky Kósa Ádám; * 1. červenec 1975 Budapešť) je maďarský právník a pravicový politik, od roku 2005 předseda maďarského Zemského spolku hluchých a nedoslýchavých (SINOSZ), od července 2009 do července 2024 poslanec Evropského parlamentu opakovaně zvolený za stranu Fidesz – Maďarská občanská unie a zasedající v parlamentní politické skupině Evropské lidové strany.
Je historicky prvním neslyšícím poslancem Evropského parlamentu, který komunikuje znakovým jazykem.

## Biografie
Narodil se roku 1975 v Budapešti v tehdejší Maďarské lidové republice. Nejprve vystudoval práva na Katolické univerzitě Petra Pázmánye, pak sportovní management na Semmelweisově univerzitě v Budapešti. Poté pracoval jako právník. Je členem a funkcionářem několika maďarských, evropských i celosvětových organizací pro neslyšící a sluchově postižené.
Komunikuje maďarským znakovým jazykem, mezinárodním znakovým jazykem a také anglicky, maďarsky a německy. 

### Politická kariéra
- Volby do Evropského parlamentu v Maďarsku 2009 – kandidoval na 12. místě kandidátní listiny koalice Fidesz–KDNP, poprvé zvolen poslancem EP.
- Volby do Evropského parlamentu v Maďarsku 2014 – kandidoval na 11. místě kandidátní listiny koalice Fidesz–KDNP, podruhé zvolen poslancem EP.
- Volby do Evropského parlamentu v Maďarsku 2019 – kandidoval na 9. místě kandidátní listiny koalice Fidesz–KDNP, potřetí zvolen poslancem EP.
- Volby do Evropského parlamentu v Maďarsku 2024 – kandidoval na 17. místě kandidátní listiny koalice Fidesz–KDNP, ale již nebyl zvolen

## Vyznamenání
- DeafNation Inspiration Award (2012)
- Év Magyar európai parlamenti képviselője - szakpolitikai kategória (2012)
- MEP Award (2013)